# Hermínia Roca i Salvador
Hermínia Roca i Salvador (ca. 1888–19??) va ser una actriu catalana.
Va ser la primera dona elegida regidora de l'Ajuntament de Sant Adrià de Besòs. Va ser elegida com a tal, aleshores amb la nomenclatura «consellera», el maig de 1936, arran de la reorganització de les corporacions municipals. Tanmateix, el 29 de juliol de 1936, dia de presa de possessió dels nous regidors, va presentar la seva dimissió al consistori per raons de salut. Va ser substituïda per Salvador Rocasalbas Fabré.